# Euhebardula fijiana
Euhebardula fijiana är en kackerlacksart som beskrevs av Karlis Princis 1953. Euhebardula fijiana ingår i släktet Euhebardula och familjen småkackerlackor.
Artens utbredningsområde är Fiji. Inga underarter finns listade i Catalogue of Life.